# Татарская Пишля
Татарская Пишля (тат. Пешлә) — село в Рузаевском районе Мордовии на реке Пишле. Административный центр Татарско-Пишлинского сельского поселения. Пригород Рузаевки.

## География
Расположено на р. Пишле, в 3 км от районного центра и железнодорожной станции Рузаевка. Самое большое село по численности населения в Республике Мордовия, не являющееся районным центром.

## История
Основано в начале XVII веке, о чём свидетельствуют документы Инсарского уездного суда об отведении в этих местах земель татарскому князю Уразу (1631). В «Списке населённых мест Пензенской губернии» (1869) Пишля — деревня казённая из 345 дворов (2255 чел.) Инсарского уезда; действовали 4 мечети. В 1869 году в Татарской Пишле было 345 дворов. В статье «Из истории Старой Рузаевки» проф. И. Д. Воронин приводит документ Инсарского уездного суда, из которого видно, что земли по речкам Пишля, Нурколей и Пайгарма были отведены темниковскому татарскому князю Уразу в 1631 году. Этот год является годом основания деревни Татарской Пишли.
По переписи 1913 г., в Татарской Пишле было 584 двора (3607 чел.); 3 татарские школы, 5 хлебозапасных магазинов, 2 пожарные машины, мельница с нефтяным двигателем и 8 ветряных, 3 маслобойки и просодранки, 4 кузницы, кирпичный сарай. В 1929 г. из 28 дворов образован колхоз «Кеч» («Сила»; председатель И. Ф. Земин), в 1939 г. — 2-й, «Чаткы» («Искра»), с 1958 г. — укрупнённое хозяйство «Россия», с 1997 г. — 2 К(Ф)Х.

## Население
| 2002 | 2010  | 2021  |
| ---- | ----- | ----- |
| 3223 | ↗3271 | ↗3326 |

Население 3737 человек (2017), в основном татары. 1412 дворов. 

## Инфраструктура
В селе — средняя школа, библиотека, Дом культуры, детсад, 5 магазинов; памятник воинам, погибшим в годы Великой Отечественной войны; 2 мечети. 

## Религия
В селе — две мечети (одна из них самая большая в республике).

## Люди, связанные с селом
Татарская Пишля — родина писателя Ш. Камала (его имя носят одна из улиц села и школа), агронома Д. Д. Гурина, Заслуженного работника сельского хозяйства РСФСР Бадамшина Р.Г., знаменитого коневода Дёмкина Д.Д. (его имя носит одна из улиц), заслуженного работника народного образования Республики Мордовия Р. С. Горбуновой. В Татарско-Пишлинскую сельскую администрацию входит д. Боголюбовка (2 чел.)